# Rally Argentina
Rally Argentina är en deltävling i rally-VM. 
Rally Argentina ingår sedan 1980 i FIA:s rally-VM. 
Rallyt har sin bas i Villa Carlos Paz i provinsen Córdoba.

## Vinnare av Argentinska rallyt
| År   | Vinnare                            | Bil                           |                |
| ---- | ---------------------------------- | ----------------------------- | -------------- |
| 2019 | Thierry Neuville Nicolas Gilsoul   | Hyundai i20 Coupe WRC         |                |
| 2018 | Ott Tänak Martin Järveoja          | Toyota Yaris WRC              |                |
| 2017 | Thierry Neuville Nicolas Gilsoul   | Hyundai i20 Coupe WRC         |                |
| 2016 | Hayden Paddon John Kennard         | Hyundai i20 WRC               |                |
| 2015 | Kris Meeke Paul Nagle              | Citroën DS3 WRC               |                |
| 2014 | Jari-Matti Latvala Miikka Anttila  | Volkswagen Polo R WRC         |                |
| 2013 | Sébastien Loeb Daniel Elena        | Citroën DS3 WRC               |                |
| 2012 | Sébastien Loeb Daniel Elena        | Citroën DS3 WRC               |                |
| 2011 | Sébastien Loeb Daniel Elena        | Citroën DS3 WRC               |                |
| 2010 | Inget VM-rally                     | Inget VM-rally                | Inget VM-rally |
| 2009 | Sébastien Loeb Daniel Elena        | Citroën C4 WRC                |                |
| 2008 | Sébastien Loeb Daniel Elena        | Citroën C4 WRC                |                |
| 2007 | Sébastien Loeb Daniel Elena        | Citroën C4 WRC                |                |
| 2006 | Sébastien Loeb Daniel Elena        | Citroën Xsara WRC             |                |
| 2005 | Sébastien Loeb Daniel Elena        | Citroën Xsara WRC             |                |
| 2004 | Carlos Sainz Marc Martí            | Citroën Xsara WRC             |                |
| 2003 | Marcus Grönholm Timo Rautiainen    | Peugeot 206 WRC               |                |
| 2002 | Carlos Sainz Luís Moya             | Ford Focus WRC                |                |
| 2001 | Colin McRae Nicky Grist            | Ford Focus WRC                |                |
| 2000 | Richard Burns Robert Reid          | Subaru Impreza WRC            |                |
| 1999 | Juha Kankkunen Juha Repo           | Subaru Impreza WRC            |                |
| 1998 | Tommi Mäkinen Risto Mannisenmäki   | Mitsubishi Lancer Evolution 5 |                |
| 1997 | Tommi Mäkinen Seppo Harjanne       | Mitsubishi Lancer Evolution 4 |                |
| 1996 | Tommi Mäkinen Seppo Harjanne       | Mitsubishi Lancer Evolution 3 |                |
| 1995 | Inget VM-rally                     | Inget VM-rally                | Inget VM-rally |
| 1994 | Didier Auriol Bernard Occelli      | Toyota Celica Turbo 4WD       |                |
| 1993 | Juha Kankkunen Nicky Grist         | Toyota Celica Turbo 4WD       |                |
| 1992 | Didier Auriol Bernard Occelli      | Lancia Delta HF Integrale     |                |
| 1991 | Carlos Sainz Luís Moya             | Toyota Celica GT-Four         |                |
| 1990 | Miki Biasion Tiziano Siviero       | Lancia Delta Integrale 16V    |                |
| 1989 | Mikael Ericsson Claes Billstam     | Lancia Delta Integrale        |                |
| 1988 | Jorge Recalde Jorge del Buono      | Lancia Delta Integrale        |                |
| 1987 | Miki Biasion Tiziano Siviero       | Lancia Delta HF 4WD           |                |
| 1986 | Miki Biasion Tiziano Siviero       | Lancia Delta S4               |                |
| 1985 | Timo Salonen Seppo Harjanne        | Peugeot 205 Turbo 16 E2       |                |
| 1984 | Stig Blomqvist Björn Cederberg     | Audi Quattro A2               |                |
| 1983 | Hannu Mikkola Arne Hertz           | Audi Quattro A2               |                |
| 1982 | Inget VM-rally                     | Inget VM-rally                | Inget VM-rally |
| 1981 | Guy Fréquelin Jean Todt            | Talbot Sunbeam Lotus          |                |
| 1980 | Walter Röhrl Christian Geistdörfer | Fiat 131 Abarth               |                |